# 利特爾瓦利 (紐約州村)
利特爾瓦利（英語：Little Valley）是位於美國紐約州卡特羅格斯縣的村。

## 人口
根據2020年美國人口普查的數據，利特爾瓦利的面積為2.60平方千米，皆為陸地。當地共有人口1084人，而人口密度為每平方千米417人。